# Eiichi Yamamoto
Eiichi Yamamoto (山本 暎一, Yamamoto Eiichi, 22 de novembre de 1940-7 de setembre de 2021)  va ser un director de cinema i guionista d’anime japonès.

## Trajectòria professional
És conegut per dirigir la sèrie de pel·lícules coneguda com Animerama que va ser concebuda per Osamu Tezuka, que és una trilogia de pel·lícules d'animació on s'explora amb temàtiques eròtiques i amb un estil d'animació psicodèlic, estàs pel·lícules són Senya Ichiya Monogatari (Les mil i una nits), Kureopatora (coneguda com Cleopatra) i Kanashimi no Belladonna (coneguda com Belladona of Sadness).
Yamamoto va dirigir deu pel·lícules entre 1962 i 1986. La seva pel·lícula de 1973 Kanashimi no Belladonna va ser estrenada al 23è Festival Internacional de Cinema de Berlín.  A més del treball cinematogràfic, també es va exercir com a guionista en la sèrie de televisió d'anime Space Battleship Yamato va escriure el guió de la seva adaptació cinematogràfica de 1977. En 1984 va dirigir una pel·lícula d'anime que adaptava la sèrie televisiva Oshin.

## Filmografia parcial
- Astroboy (1964) (director, escritpor) (televisió)
- Jungle Taitei (1966) (director, productor, escriptor) (televisió)
- Senya Ichiya Monogatari (1969) (director)
- Kureopatora (1970) (director)
- Kanashimi no Beradonna (1973) (director, escriptor)
- Wansa-kun (1973) (director) (televisió)
- Space Battleship Yamato (1974-1975) (supervisor de direcció, escriptor) (televisió)
- Space Battleship Yamato (1977) (guió)
- Oshin (1984) (director)
- Odin - Koshi Hansen Starlight (1985) (director, guió)
- Kōshoku Ichidai Otoko (1991) (guió)